# Luigi Mosca
Pour les articles homonymes, voir Mosca.
Luigi Mosca, né à Naples en 1775 et mort dans cette ville le 30 novembre 1824, est un compositeur napolitain.

## Biographie
Il étudie d’abord la musique au Conservatoire de la Pietà dei Turchini, puis, comme son frère Giuseppe, au conservatoire de Santa Maria di Loreto où il suit l’enseignement de Fedele Fenaroli. Quelques années plus tard il trouve un poste de claveciniste au Teatro San Carlo où il se fait remarquer par son talent. Son activité d'opéra commence lors du carnaval de 1797 avec la représentation de L'impresario burlato au Teatro Nuovo de Naples.
Pendant cette période, il noue une amitié profonde avec Giovanni Paisiello, grâce à laquelle un peu plus tard, il obtient sa nomination de Coadiutore della Reale Camera e Cappella Palatina (soit vice maître de chapelle). En 1813, lorsque Nicola Antonio Zingarelli devient administrateur unique du Collège Royal de Musique, Mosca devient le premier professeur de chant. Il est également membre de l'Académie des Beaux-Arts de Naples. En 1816, il dirige le Requiem au cours de la messe de funérailles de Paisiello.

## Opéras
On connaît 18 opéras de Mosca ; l’année et la ville se réfèrent à la première représentation.
- L'impresario burlato (opera buffa, livret de F. Antonio Signoretti, 1797, Naples[3])
- La sposa tra le imposture (opera buffa, livret de F. Antonio Signoretti, 1798, Naples)
- Un imbroglio ne porta un altro (opera buffa, livret de Giuseppe Palomba, 1799, Naples)
- Gli sposi in cimento (opera buffa, livret de Francesco Saverio Zini, 1800, Naples)
- L'omaggio sincero (opera buffa, livret de Giuseppe Pagliuca, 1800, Naples)
- Le stravaganze d'amore (opera buffa, livret de Francesco Saverio Zini, 1800, Naples)
- Gli amanti volubili (opera buffa, livret de Jacopo Ferretti, 1801, Rome)
- L'amore per inganno (L'amoroso inganno; La cantatrice di spirito) (opera buffa, livret de Giuseppe Palomba, 1801, Naples)
- Il ritorno impensato (Il ritorno inaspettato) (opera buffa, livret de Francesco Saverio Zini, 1802, Naples)
- L'impostore ossia Il Marcotondo (opera buffa, livret d’Andrea Leone Tottola, 1802, Naples)
- La vendetta femminina (opera buffa, 1803, Naples)
- Gli zingari in fiera (opera buffa, 1806, Gênes)
- I finti viaggiatori (opera buffa, livret de Nicasio De Mase, 1807, Naples)
- L'Italiana in Algeri (opera buffa, livret de Angelo Anelli, 1808, Milan)
- La sposa a sorte (opera buffa, livret de Giuseppe Palomba, 1810, Naples)
- Il salto di Leucade (opera seria, livret de Giovanni Schmidt, 1812, Naples)
- L'audacia delusa (opera buffa, livret de Giuseppe Palomba, 1813, Naples)
- Il bello piace a tutti